# David Soto Ruiz
David Soto Ruiz (Ablitas, Navarra, España, 13 de julio de 1992), conocido como David Soto, es un futbolista español que juega en la demarcación de delantero en la Sociedad Deportiva Tarazona.

## Trayectoria
David Soto empezó como jugador en el Tomelloso C. F.. En 2012, tras el descenso de su equipo a la Primera División de Castilla y León, fichó por el C. D. Murchante donde jugaría dos temporadas.
En 2013 debutaría en Segunda División B de la mano del Peña Sport F. C. aunque a la temporada siguiente volvería a Tercera División donde jugaría cuatro años en la S. D. Tarazona. Tras 44 goles en 152 partidos con el conjunto aragonés David ficharía por el C. D. Tudelano de la Segunda División B, posteriormente se uniría al C. D. Calahorra donde lograría el ascenso a Primera Federación.
El 1 de julio de 2022 el C. D. Badajoz anunciaría su fichaje para las próximas dos temporadas aunque tras el descenso del conjunto extremeño a Segunda Federación quedó libre.
El 11 de julio de 2023 firmaría por la S. D. Ponferradina.
El 13 de enero de 2024, firma por el CE Sabadell de la Primera División RFEF, cedido por la SD Ponferradina hasta el final de la temporada.

## Clubes
| Club                 | País   | Año         | Partidos | Goles |
| -------------------- | ------ | ----------- | -------- | ----- |
| Tomelloso C. F.      | España | 2010 - 2011 | 2        | 1     |
| C. D. Murchante      | España | 2011 - 2013 | 0        | 0     |
| Peña Sport F. C.     | España | 2013 - 2014 | 28       | 0     |
| S. C. Tarazona       | España | 2014 - 2018 | 152      | 44    |
| C. D. Tudelano       | España | 2018 - 2020 | 67       | 6     |
| C. D. Calahorra      | España | 2020 - 2022 | 57       | 9     |
| C. D. Badajoz        | España | 2022 - 2023 | 35       | 7     |
| S. D. Ponferradina   | España | 2023        | 10       | 0     |
| CE Sabadell (cedido) | España | 2024        | 19       | 1     |
| Recreativo de Huelva | España | 2024 - 2025 | 29       | 2     |
| S.D. Tarazona        | España | 2025 - act. |          |       |